# Ultimate Marvel vs. Capcom 3
Ultimate Marvel vs. Capcom 3 est un jeu vidéo de combat développé et édité par Capcom. Le jeu est annoncé au Comic Con 2011 à San Diego, et est sorti en novembre 2011 sur PS3 et Xbox 360, ainsi qu'en 2012 sur PlayStation Vita.
C'est un crossover, c'est-à-dire que le jeu mélange des univers créés par deux sociétés différentes : l'univers de jeu vidéo Capcom et l'univers des bandes dessinées Marvel Comics. Il s'agit d'une nouvelle version basée sur Marvel vs. Capcom 3: Fate of Two Worlds.

## Différences avec la première version
Un nouveau HUD, remplaçant le design des barres de vie et de super des combattants, a été modifié.
Le système de X-Factor est maintenu, mais il est maintenant possible de l’exécuter dans les airs. Sa puissance et sa durée ont toutefois été diminuées. 
Certains combattants issus de Marvel versus Capcom 3 ont reçu des nouveaux coups ou des modifications.
Si Galactus reste le boss de fin, les fins des personnages ont été entièrement refaites,.

## Personnages jouables
On trouve pour l'instant pas moins de 50 personnages, il sera également possible de jouer Galactus dans un mode qui lui sera dédié.

### Issus de Marvel vs. Capcom 3
| Personnages Marvel    | Comics d'origine    | Première apparition         |
| --------------------- | ------------------- | --------------------------- |
| Captain America       | 1                   | Marvel Super Heroes         |
| Deadpool              | 1                   | 3                           |
| Docteur Fatalis       | Quatre Fantastiques | Marvel Super Heroes         |
| Dormammu              | Doctor Strange      | 2                           |
| Hulk                  | 1                   | Marvel Super Heroes         |
| Iron Man              | 1                   | Marvel Super Heroes         |
| Magnéto               | X-Men               | X-Men: Children of the Atom |
| Miss Hulk             | Hulk                | 2                           |
| M.O.D.O.K.            |                     | 2                           |
| Phoenix               | X-Men               | 2                           |
| Sentinelle            | X-Men               | X-Men: Children of the Atom |
| Shuma-Gorath (en DLC) | Doctor Strange      | Marvel Super Heroes         |
| Spider-Man            | 1                   | Marvel Super Heroes         |
| Super-Skrull          | Les 4 fantastiques  | 2                           |
| Taskmaster            | Les Vengeurs        | 2                           |
| Thor                  |                     | 2                           |
| Tornade               | X-Men               | X-Men: Children of the Atom |
| Wolverine             | X-Men               | X-Men: Children of the Atom |
| X-23                  | X-Men               | 2                           |

| Personnages Capcom      | Jeu d'origine    | Première apparition         |
| ----------------------- | ---------------- | --------------------------- |
| Akuma                   | Street Fighter   | X-Men: Children of the Atom |
| Albert Wesker           | Resident Evil    | 2                           |
| Amaterasu               | Ōkami            | 2                           |
| Arthur                  | Ghosts'n Goblins | 2                           |
| Chris Redfield          | Resident Evil    | 2                           |
| Chun-Li                 | Street Fighter   | X-Men vs. Street Fighter    |
| C. Viper                | Street Fighter   | 2                           |
| Dante                   | Devil May Cry    | 2                           |
| Felicia                 | Darkstalkers     | Marvel vs. Capcom 2         |
| Hsien Ko                | Darkstalkers     | 2                           |
| Jill Valentine (en DLC) | Resident Evil    | Marvel vs. Capcom 2         |
| Mike Haggar             | Final Fight      | 2                           |
| Morrigan                | Darkstalkers     | Marvel vs. Capcom           |
| Ryu                     | Street Fighter   | X-Men vs. Street Fighter    |
| Spencer                 | Bionic Commando  | 2                           |
| Trish                   | Devil May Cry    | 2                           |
| Tron Bonne              | Mega Man         | Marvel vs. Capcom 2         |
| Viewtiful Joe           | 1                | Tatsunoko vs. Capcom        |
| Zero                    | Mega Man         | Tatsunoko vs. Capcom        |

### Nouveaux
| Personnages Marvel   | Comics d'origine | Première apparition |
| -------------------- | ---------------- | ------------------- |
| Docteur Strange      | Strange Tales    | 2                   |
| Ghost Rider          | 1                | 2                   |
| Hawkeye              | Les Vengeurs     | 2                   |
| Iron Fist            | 1                | 2                   |
| Nova / Richard Rider | 1                | 2                   |
| Rocket Raccoon       | Incredible Hulk  | 2                   |

| Personnages Capcom | Jeu d'origine    | Première apparition      |
| ------------------ | ---------------- | ------------------------ |
| Firebrand          | Ghosts'n Goblins | SNK vs.Capcom: SVC Chaos |
| Frank West         | Dead Rising      | Tatsunoko vs. Capcom     |
| Nemesis            | Resident Evil 3  | 2                        |
| Phoenix Wright     | Ace Attorney     | 2                        |
| Strider Hiryu      | Strider          | Marvel vs. Capcom        |
| Vergil             | Devil May Cry 3  | 2                        |

Notes : 

1 le nom du personnage est aussi le titre du comics ou jeu auquel il est associé.

2 première apparition jouable dans un crossover.

## Accueil
- Canard PC : 8/10[6]